# Bifenilos policlorados

Estructura química general de los bifenilos policlorados.

Los policlorobifenilos (PCB) o bifenilos policlorados (BPCs) (en inglés: polychlorinated biphenyls) son una serie de compuestos organoclorados, que constituyen una familia de 209 congéneres, los cuales se forman mediante la cloración de diferentes posiciones del bifenilo, 10 en total; que poseen una estructura química orgánica similar y que se presentan en una variedad de formas que va desde líquidos grasos hasta sólidos cerosos. Existen 12 PCB llamados "de tipo dioxina" que también pueden ser tóxicos y no-tóxicos. Un PCB "de tipo dioxina" es el 3,4,4',5-Tetraclorobifenilo.
Cada uno de los hidrógenos bencénicos puede ser sustituido por un átomo de cloro. Si las posiciones 2,2’,6 y 6’ no tienen ningún cloro, los bifenilos se mantienen coplanares, denominándose por tanto: PCB coplanares o no-orto. Si tenemos una posición sustituida en cada lado, son PCB mono-orto sustituidos, y el resto son los PCB no coplanares. Su fórmula empírica es C12H10-nCln, donde n puede variar entre 2 y 10, siendo mayoritarios los congéneres con 2 a 7 cloros.
Los PCB coplanares tienen importancia medioambiental y analítica debido a su toxicidad, parecida a la de las dibenzodioxinas policloradas (PCDD) y dibenzofuranos policlorados (PCDF), posiblemente debido a la coplanaridad de la molécula.
Las propiedades fisicoquímicas de estos compuestos dependen del grado de cloración y de si son no-orto, mono-orto o no coplanares. Así, la presión de vapor disminuye con el grado de cloración, y lo mismo con su estabilidad en el medio ambiente. El periodo de semivida puede variar desde 10 días a un año y medio; por lo general estos compuestos son termoestables, no los ataca la luz y son difícilmente biodegradables.
La primera síntesis de PCB fue realizada por Schmitt-Schulz en Alemania en 1881, iniciándose su producción a nivel industrial por la empresa Monsanto en 1929. El máximo de producción tuvo lugar a final de la década de 1970, con unas 610 000 toneladas anuales estimadas.
Las principales aplicaciones de estos compuestos son como intercambiadores de calor y fluidos dieléctricos en sistemas eléctricos, como transformadores o estaciones rectificadoras. En principio, estos compuestos fueron bienvenidos debido a su alta estabilidad térmica y a su ininflamabilidad, por lo cual su uso se fue extendiendo.
La toxicidad de los PCB coplanares es sensiblemente mayor que la de los PCB no coplanares, debido a su estructura, por lo tanto su determinación analítica es importante. Además, existe la dificultad añadida de su baja concentración con respecto al resto de PCB no coplanares. Por ejemplo, en una mezcla de PCB, los coplanares pueden representar sobre un 5 % o menos del total.
A partir de estas investigaciones, los fabricantes de PCB reconocieron su toxicidad ambiental, pero debido a la forma de uso y sus aplicaciones industriales, reconocieron además la imposibilidad práctica de controlar las emisiones al medio de estos productos. Debido a esto, los PCB se encuentran hoy ampliamente difundidos en el medio ambiente, ya sea por vertido directo a partir de industrias que los utilizan o por combustión y vertido a ríos y aguas marinas de desechos contaminados.
Debido a su amplia difusión ambiental, se han encontrado PCB en diferentes productos como leche y sus derivados, tejido adiposo (humano y animal) y otros órganos con contenido graso como el cerebro y el hígado.
El Policloruro de bifenilo (PCB) está considerado según el Programa de las Naciones Unidas para el Medio Ambiente (PNUMA) como uno de los doce contaminantes más nocivos fabricados por el ser humano. La legislación actual limita el uso de estos compuestos, por ejemplo dentro de la UE su uso sólo se permite dentro de los “sistemas cerrados”. Su fabricación está prohibida desde 1977 en Estados Unidos y desde 1983 en Alemania. Actualmente su uso está prohibido en casi todo el mundo.

## Características fisicoquímicas
Físicamente, los PCB presentan desde aspecto aceitoso hasta resinas duras y transparentes o cristales blancos b, dependiendo del grado de cloración de la molécula. Casi siempre se presentan como mezclas (Aroclor®, Kanechlor®).

### Datos fisicoquímicos
- Masa molecular relativa: 189-499 g/mol
- Densidad: 1,2-1,6 g/cm³
- Punto de ebullición: 320-420 °C
- Presión de vapor: 0,2-1,33•10-3 Pa
- Solubilidad: Ligeramente solubles en agua, muy liposolubles, se disuelven en la mayoría de disolventes orgánicos.

### Propiedades físicas
- Baja polaridad
- Baja volatilidad
- Elevada constante dieléctrica
- Alta viscosidad
- Alta estabilidad química y térmica
- Ininflamabilidad

## Usos
Debido a su gran estabilidad térmica biológica y química, así como por su elevada constante dieléctrica, los PCB se usaron masivamente hasta mediados de la década de 1970 como aislantes para equipos eléctricos como transformadores, interruptores, condensadores y termostatos. Su mayor fabricante a escala mundial ha sido la empresa Monsanto, que en 1935 absorbió la empresa que lo comercializaba desde 1927, Swann Chemical Company (inicialmente Anniston Ordnance Company).
Por sus características anti-inflamables, la mayoría de los aceites dieléctricos con PCB's se usaron fundamentalmente en áreas con alto riesgo de incendio, tales como plantas industriales, en transporte colectivo de tracción eléctrica (tranvías) y en la industria petroquímica, específicamente en: 
1. Transformadores eléctricos (sobre todo Askarel).
2. Condensadores de alta y baja tensión (sobre todo Askarel).
3. Electromagnetos, interruptores automáticos de media y alta tensión, reguladores de tensión (sobre todo Askarel).
4. Motores eléctricos refrigerados con líquido.
5. Cables eléctricos con óleo fluidos aislantes.
6. Balastras de lámparas fluorescentes.
7. Sistemas hidráulicos y lubricantes en equipos de minas y barcos.
8. Plaguicidas, agroquímicos.

Los PCB pueden ser eliminados mediante una reacción química simple que consiste en tratarlos con sodio metálico: El sodio metálico actúa atrayendo a los aniones cloruros formando finalmente cloruro sódico y la sustancia libre de PCB, esto requiere de un catalizador que podría ser un compuesto orgánico y una determinada temperatura para que la reacción se produzca.[cita requerida]

### Aplicaciones industriales
Se usan como fluidos dieléctricos e hidráulicos, como modificadores de aceite (adelgazadores), como fluido de intercambio de calor y en bombas de vacío. También como impregnadores de resistencias de carbón y como selladores en agentes impregnantes en sistemas eléctricos.

## Efectos biológicos
Las principales vías de ingestión de PCB en los humanos son la inhalación y la comida, sobre todo en alimentos propensos a estar contaminados como pescados y mariscos, sobre todo en los productos hidrobiológicos, ya que en el agua estos desechos poseen gran adhesión a los tejidos grasos y solventes orgánicos de los animales.
Inhalación: Debido a la baja presión de vapor de estos compuestos, sólo un 25 % aproximadamente del total ingerido es por esta vía.
Cadena alimenticia: La entrada en la cadena alimenticia se da en el mar, cuando el plancton puede asimilar PCB desde los sedimentos marinos. Como ocurre con la mayoría de contaminantes, mediante el proceso de bioamplificación o biomagnificación se va incrementando la concentración de PCB a lo largo de la cadena alimenticia (plancton, marisco, pescado pequeño, mamíferos marinos), y usualmente el hombre, al ser el último de la cadena, es el que recibe mayores cantidades de PCB.
Debido al origen marino, la principal fuente de ingestión de PCB en la dieta humana es el pescado en general y especialmente el expuesto a mayores concentraciones, el cual puede llegar a ser el 4-5 % del total.
Los PCB, una vez ingeridos, se acumulan principalmente en tejidos ricos en lípidos, como puede ser el tejido adiposo, el cerebro, hígado, etc. Se produce una transferencia de la madre al feto durante la gestación, y esta contaminación del feto puede dar lugar a una ralentización del neurodesarrollo y afectar a la función tiroidea al situarse en receptores específicos para estas hormonas. Se especula con la posibilidad de efectos adversos incluso en niveles no tóxicos para el resto de la población adulta.
El grado de toxicidad de los PCB es directamente proporcional al grado de cloración de la molécula, y dentro de esta escala los PCB coplanares son más tóxicos que sus congéneres no coplanares, como se indica en la tabla 1, donde los PCB coplanares con menos átomos de cloro (126 y 169) son más tóxicos que un congéner no coplanar con 7 cloros (PCB 170).
| PCB     | Fórmula                             | TEF (OMS, 1994) |
| ------- | ----------------------------------- | --------------- |
| PCB-77  | 3,3’,4,4’-Tetraclorobifenilo        | 0,005           |
| PCB-126 | 3,3’,4,4’,5-Pentaclorobifenilo      | 0,1             |
| PCB-169 | 3,3’,4,4’,5,5’-Hexaclorobifenilo    | 0,01            |
| PCB-170 | 2,2’,3,3’,4,4’,5-Heptaclorobifenilo | 0,00001         |

Se define el TEF como el Toxic Equivalency Factor o Factor de Equivalencia tóxica. Estos factores se refieren al compuesto de referencia 2,3,7,8-T4CDD, una tetraclorodibenzodioxina. Un factor de toxicidad de, por ejemplo, 0,5 indica que para un determinado compuesto el efecto tóxico producido por 10 ng es el mismo que el producido por 5 ng de 2,3,7,8-T4CDD.
Los síntomas derivados de una intoxicación por PCB son náuseas, vómitos, pérdida de peso, dolores en el bajo vientre, incremento de secreciones oculares, ictericia, edemas, cansancio, pigmentación de las uñas, etc., además de efectos hepatotóxicos a medio y largo plazo. También se está investigando su relación con trastornos del desarrollo en niños expuestos a los PCB de forma prenatal, con la observación de coeficientes de inteligencia menores frente a niños sometidos a menores niveles de PCB.
En la fauna los PCB pueden producir carcinogénesis y efectos mutagénicos y teratogénicos (malformaciones del feto).
En las plantas, los efectos se refieren principalmente a una disminución de la velocidad de la división celular y la fijación de CO2 en algas, además de una inhibición del crecimiento.

### Efectos sobre la salud
Los PCB entran al organismo a través de los pulmones, el tracto gastrointestinal y la piel. Por depender en mayor medida del pescado y de animales con cantidades elevadas de tejido adiposo, las poblaciones más expuestas a los PCB son las próximas a las regiones árticas.  
La acumulación de PCB en las personas ya nacidas les produce erupciones cutáneas, pero en el caso de las personas aún no nacidas afecta directamente al desarrollo del sistema nervioso y, como consecuencia, a la capacidad intelectual. En EE. UU. y Canadá se ha estimado que el conjunto de población posterior a la difusión masiva de PCB ha podido nacer con entre un 5 % y un 7 % de disminución intelectual respecto a las generaciones anteriores, sobre todo en lo que afecta a la memoria.
Los sucesos de Japón y Taiwán (1968 y 1979 respectivamente) fueron los casos más graves de intoxicación humana por PCBs.
Además, a la fecha se han encontrado crías de Orca muertas por intoxicación con este producto, determinándose que la misma se produjo aún antes de nacer dentro de la placenta de la madre, o al momento de amamantar.

## Comportamiento medioambiental
El carácter más volátil de los PCB permite su paso desde el suelo a la atmósfera, donde pueden volver otra vez al suelo o a la hidrosfera, o pasar a formar parte de la cadena alimenticia por inhalación. Su estabilidad permite que se difundan grandes distancias antes de ser asimilados o degradados.
- Hidrosfera: Los PCB pueden llegar a la hidrosfera por solubilización de restos en sedimentos, excreción de organismos marinos y por deposición húmeda o seca desde la atmósfera.
- Atmósfera: Estos compuestos llegan a la atmósfera por evaporación desde el suelo en zonas contaminadas, donde pueden adherirse a la superficie de aerosoles y dispersarse o volver al suelo o a la hidrosfera. El grado de evaporación depende del tipo de suelo y de su humedad, normalmente a suelo más seco se evaporan más rápidamente.
- Suelo: Se acumulan en el humus debido a su carácter lipófilo, desde donde pueden movilizarse con dificultad hacia la atmósfera o el agua. Su persistencia aumenta con el grado de cloración.

Estos compuestos son muy estables, por lo que no son modificados químicamente por la acción de ácidos ni bases fuertes. En la atmósfera, pueden ser atacados por radicales hidroxilo dando lugar a compuestos de degradación, y si son irradiados con UV de la longitud de onda adecuada pueden perder sus cloros, aumentando su velocidad de degradación.
Dentro de los productos de descomposición tenemos compuestos oxigenados (alcoholes), productos de desdoblamiento y clorobenzoatos. El final de la degradación es el HCl, el agua y el CO2.

### Contaminación
En cuanto a volumen de producción, el PCB -al igual que el hoy también prohibido DDT- fue destinado al sector agroquímico, por lo que su difusión a través de las aguas lo ha desplazado por toda la hidrosfera, y ello implica tanto a la masa acuática como a los sedimentos fluviales y marinos donde se acumula. De digna mención es el destacable vertido al estadounidense río Hudson que hizo la empresa General Electric con miles de toneladas de PCB que han hecho prohibir el baño y la pesca alimentaria a lo largo de los cientos de kilómetros fluviales desde las cascadas del Hudson hasta el mar.
Dada la acumulación de los PCB en los tejidos grasos animales, los seres más dependientes de toda una cadena alimentaria son los que han podido acumular más PCB, tales como los seres humanos u otros depredadores como cetáceos o aves rapaces. Los primeros expuestos son fundamentalmente los peces, por ser el agua y los sedimentos el principal acumulador del producto. Los Policloruros de bifenilo son de lenta y difícil degradación, y buena parte de ellos en determinadas condiciones pueden permanecer durante siglos en el medio.

## Métodos de análisis
Los PCB se determinan principalmente por técnicas cromatográficas, por lo que se requiere un tratamiento previo de la muestra.
El primer paso consiste en un procedimiento de extracción a partir de la muestra de la parte lipófila, procedimiento que puede llevarse a cabo mediante microextracción en fase sólida, extracción sólido-líquido, Soxhlet, disco de fase sólida o microondas.
Posteriormente se requiere un proceso de clean-up para eliminar los interferentes. Dicho proceso puede llevarse a cabo mediante cromatografía de permeación en gel (GPC), Florisil o ácido sulfúrico concentrado.
El proceso de análisis propiamente dicho se lleva a cabo mediante un cromatógrafo de gases con detector de captura electrónica (GC-ECD), con detector de masas (GC-MS) o HPLC.
Si interesa determinar también los PCB coplanares se requiere un paso previo de fraccionamiento, debido a la menor concentración de estos compuestos respecto a sus congéneres no coplanares y para evitar interferencias.
El paso de fraccionamiento se puede efectuar aprovechando la coplanaridad de la molécula, como es el caso del fraccionamiento mediante columna de carbón grafitizado poroso (tratado en este informe), donde se retienen selectivamente los PCB coplanares en la estructura en capas del carbón grafitizado y luego pueden ser eluidos selectivamente con disolventes de tipo aromático. También se usa separación en columnas Carbopack C/Celite, Florisil, alúmina, o columna pyrenyl-silica.
Todo lo discutido anteriormente sobre sus efectos perjudiciales y su alta difusión ambiental han hecho aumentar mucho el interés en su determinación en muchos tipos de muestras (tejidos, sedimentos, alimentos, etc.), pero debido a su baja concentración (del orden de ng/g en la mayoría de matrices) se requiere un procedimiento lento y costoso de tratamiento previo de la muestra, además de la necesidad de usar instrumental relativamente caro como pueden ser los cromatógrafos de gases y líquidos. Todo ello ha llevado a la necesidad de buscar métodos más simples de análisis, como pueden ser técnicas biológicas como bioensayos e inmunoensayos.
A principios de los años 30 tuvieron lugar las primeras evidencias de efectos tóxicos de estos compuestos, e investigadores suecos que estudiaban los efectos biológicos del DDT y sus metabolitos, ya a finales de la década de 1960, encontraron concentraciones apreciables de PCB en órganos, sangre, tejido adiposo y pelo de diferentes especies animales salvajes, lo cual indicaba una gran difusión de estos compuestos en el medio ambiente.
A raíz de estos hechos, se profundizó en la investigación de los efectos tóxicos de estos compuestos, y durante las décadas de 1960 y 1970 se hallaron evidencias de la carcinogenicidad de este tipo de compuestos, junto con otros organoclorados aromáticos como los PCDD y PCDF. También se relacionaron estos compuestos con alteraciones del sistema reproductor, del sistema inmunológico y trastornos del desarrollo.